# Jean-Clément Jeanbart
Jean-Clément Jeanbart, né le 3 mars 1943 à Alep (Syrie), est un prélat catholique syrien de l'Église grecque-catholique melkite. Il est archevêque de l'archéparchie d'Alep de 1995 à 2021.

## Biographie

### Formation
Jean-Clément Jeanbart naît le 3 mars 1943 à Alep dans une famille composée de douze enfants. Il est descendant d'une famille de commerçants français établis à Alep au XVIIIe siècle. L'un de ses frères et l'une de ses sœurs sont également devenus religieux. Il est éduqué au sein de communautés religieuses françaises installées en Syrie[réf. souhaitée]. Il suit en effet une partie de ses études chez les Frères maristes d’Alep, puis entre successivement au petit séminaire des Pères blancs, à Rayak, et au grand séminaire Sainte-Anne de Jérusalem. Il est ordonné prêtre le 15 avril 1968, par le métropolite Néophytos Edelby. Il est curé de paroisse à Alep de 1968 à 1972. Il est parallèlement aumônier général de la Jeunesse étudiante chrétienne (JEC).
Il est docteur en théologie, licencié en philosophie et en droit canonique, diplômé en journalisme et sciences de l’opinion publique. Il maîtrise l'arabe, le français, l'anglais et l'italien, connaît le grec et le latin, et comprend l’espagnol.

### Épiscopat

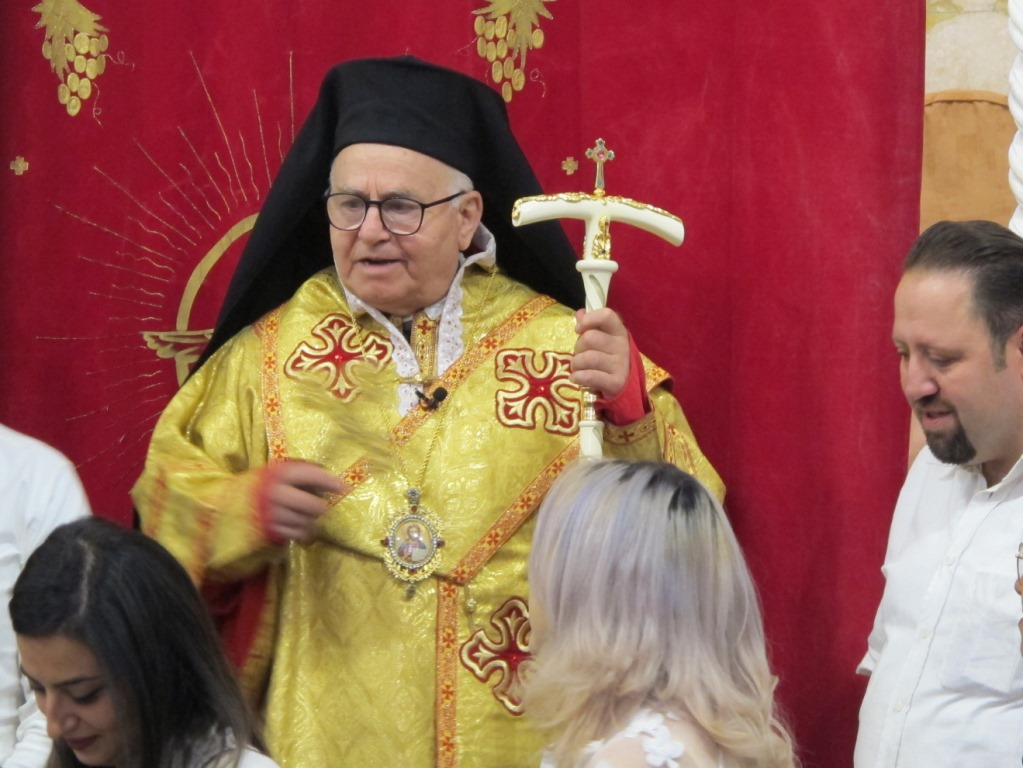
Jean-Clément Jeanbart, archevêque de l'archéparchie d'Alep.

Le 2 août 1995, il est nommé archevêque d'Alep par le pape Jean-Paul II. Il est consacré le 16 septembre suivant par le patriarche Maxime V Hakim assisté des évêques François Abou Mokh et Habib Bacha (en).
Durant son épiscopat, il fait notamment construire trois églises, deux écoles, quatre instituts, des logements ainsi que des foyers pour les étudiants et les dispensaires. Il donne une grande importance à son apostolat auprès des jeunes et offre une certaine impulsion à son séminaire. En 1997, il accompagne notamment 280 Syriens aux Journées mondiales de la jeunesse de Paris, puis, en 2004, il brave l'interdiction gouvernementale de rassemblement et réunit plus de 4 000 jeunes pour une version syrienne des JMJ à Alep.
Il établit également le Comité de Développement Patriarcal en 1982, fonde l’Union Melkite Catholique Internationale en 1986 et reçoit du Saint-Siège la charge de Visiteur apostolique pour les melkites d'Europe Occidentale en 1999.
Durant la guerre civile syrienne, Jean-Clément Jeanbart est très actif dans la protection des chrétiens persécutés par l'organisation État islamique. Il vient également en aide aux familles musulmanes établies dans son diocèse.

## Prises de position

### Occident
Dès le début de la guerre civile en Syrie, il appelle les nations occidentales à ne pas financer des mouvements rebelles appuyés par l'État islamique, et dénonce l’immobilisme de la communauté internationale, ainsi qu'un système « assoiffé de puissance et étourdi par une vénalité insatiable ».
Témoignant des destructions subies par sa ville natale au cours de la bataille d'Alep, il affirme « se battre contre la fuite des chrétiens » car ils sont « le peuple dont nous avons besoin comme témoins »,. Lors de la 8e Nuit des Témoins, en 2016, il ajoute : « Nous avons besoin que vous nous aidiez à vivre chez nous ! […] Je ne peux accepter de voir notre Église deux fois millénaire disparaître. Je préfère mourir que de vivre ça »[réf. souhaitée].
Jean-Clément Jeanbart fait en janvier 2016 une visite en France remarquée, dans plusieurs diocèses et à Paris, et participe à des réunions d'information et de prières pour les chrétiens d'Orient et en particulier ceux de Syrie,. Quelques-unes de ses interventions sont alors brièvement relayées par certains médias français.

### Bachar el-Assad
Conscient des reproches qui peuvent être formulés envers le régime politique de Damas, il estime toutefois qu'il s'agit pour l'instant du meilleur bouclier pour la communauté chrétienne de Syrie, bimillénaire et en voie de disparition.
Selon lui, « entre l’État islamique et le gouvernement syrien, [le choix des Chrétiens] est vite fait. [...] Bachar el-Assad a beaucoup de défauts, mais il a aussi des qualités : les écoles étaient gratuites, les hôpitaux aussi, les mosquées comme les églises ne payaient aucune taxe ». Il ajoute soutenir le gouvernement syrien par peur de l'instauration d'une théocratie sunnite qui priverait les chrétiens du droit à vivre sur leur propre terre,.
Le média RT News publie en français le 4 mai 2016 un texte daté du 17 octobre 2015 : "S'exprimant devant les députés britanniques lors d'une réunion de la Chambre des Lords cette semaine, événement organisé par l'Aide à l'Église en détresse, un organisme de bienfaisance mis en place pour aider les chrétiens persécutés, l'Archevêque a lancé un signal d'alarme : Pour lui, penser que les mercenaires anti-Assad sont «des combattants pour la paix et la démocratie», c'est «se tromper complètement» et croire à «un immense mensonge», ajoutant que le conflit qui fait rage depuis quatre ans en Syrie oppose «un État à des djihadistes cherchant à détruire la culture syrienne, massacrer les minorités religieuses et la population laïque».